# 加治章
加治 章（かじ あきら、1939年11月21日 - ）は、元NHKアナウンサー。現在はNHK放送研修センター・日本語センター所属。東京都出身。

## 人物
東京都立北園高等学校、東京経済大学経済学部卒業後、1963年にNHKへ入局。現役時代は秋田、旭川、新潟、福岡、仙台、甲府、東京アナウンス室などで勤務し、人気番組の司会を多く務めた。その後、川田龍平議員を応援する東京経済大学卒業生と関係者の会、「葵龍会」の会長も務めた。

## 現在の担当番組
- 日本の民謡（FM放送、2012年4月～。1990年代にも一度本番組を担当していたため、2度目の起用）
- ラジオニュース
- 海外安全情報

## 過去の担当番組
- ひるのプレゼント
- 連想ゲーム
- 週刊とうほくゼミナール（仙台局時代、東北６県ネット）
- おはよう山梨
- まるまる山梨610
- 歌の散歩道（木曜）
- 気象通報

## その他の役職
- 聖学院大学非常勤講師（2001年度～）
- 東京経済大学非常勤講師（2002年度～2007年度）
- 東京経済大学特任教授（2008年度〜2009年度）
- 東京経済大学理事（2005年度〜）